# Jewelry Box
Jewelry Box è il primo album discografico giapponese del gruppo musicale sudcoreano T-ara, pubblicato nel 2012 dall'etichetta discografica EMI Music Japan.

## Il disco
Il 6 marzo 2012 venne annunciata l'uscita dell'album a giugno, insieme al tour delle T-ara in Giappone T-ara Japan Tour 2012: Jewelry Box. L'album fu pubblicato in tre diverse edizioni: Diamond, Sapphire e Pearl. Diamond ha una confezione speciale e un photobook di cento pagine, Sapphire è un digipak e ha al suo interno un photobook di 32 pagine, mentre Pearl ha una regolare custodia, il jewel case. Tutte e tre le edizioni contengono delle figurine.
Jewelry Box debuttato nella seconda posizione su Oricon Albums Chart, con vendite nella prima settimana di 57.102, solo in Giappone. Nella seconda settimana scese al settimo posto con 14.276 vendite, nella terza e quarta rimase nella top 20, calando nella top 30 nella quinta. L'album si classificò sesto nella Oricon Monthly Albums Chart, con 86.530 copie vendute. Dopo un mese di vendite, fu certificato come disco d'oro dalla Recording Industry Association of Japan (RIAJ) per aver venduto oltre le 100.000 copie.
Vennero pubblicati quattro singoli prima dell'album, con l'ultima pubblicazione due settimane prima dell'uscita di Jewelry Box. Il primo fu "Bo Peep Bo Peep", pubblicato il 28 settembre 2011, il cui video musicale venne diffuso quattro settimane prima, il 1º settembre. Il singolo debuttò al primo posto sulla Oricon's Weekly Singles chart, con 49.712 copie vendute, facendo diventare le T-ara il primo gruppo sudcoreano a debuttare in Giappone nella prima posizione. Il brano arrivò al primo posto anche nella Billboard Japan Hot 100. "Yayaya" fu annunciato il 14 ottobre 2011 e pubblicato il 30 novembre. Ci furono grandi aspettative per il singolo, visti i precedenti con "Bo Peep Bo Peep", tuttavia il singolo debuttò alla settima posizione nella Oricon's Weekly Singles chart, con 31.801 copie vendute, e rimase al sesto nella Billboard Japan Hot 100. Successivamente, i fan richiesero la versione giapponese di "Roly-Poly", poiché venne inclusa solamente la versione coreana nel secondo singolo "Yayaya". L'annuncio di "Roly-Poly" come terzo singolo avvenne il 20 dicembre 2011, e la pubblicazione definitiva il 29 febbraio 2012, con il video musicale pubblicato un mese prima, il 20 gennaio. Venne prodotto anche il video musicale per la versione giapponese di "Lies". "Roly-Poly" debuttò alla terza posizione su Oricon's Weekly Singles chart, con 41.285 copie vendute, mentre alla quinta su Billboard Japan Hot 100. Il 23 maggio 2012 venne pubblicato il quarto e ultimo singolo, "Lovey-Dovey".

## Tracce
1. Bo Peep Bo Peep (Japanese ver.) – 3:47 (testo: Shinsadong Tiger, Choi Kyu-sung, Zoop – musica: Shinsadong Tiger, Choi Kyu-sung)
2. Yayaya (Japanese ver.) – 3:29 (testo: E-Tribe, Takafumi Fujino – musica: E-Tribe)
3. Why Are You Being Like This (ウェイロニ - どうしてそうなの) (Japanese ver.) – 4:00 (testo: Ikuta Magokoro – musica: Kim Do-hoon, Lee Sang-ho)
4. Keep Out – 3:20 (testo: Ichino Onomiya – musica: Park Deok Sang, Crazy Park)
5. Apple is A (Japanese ver.) – 3:10 (testo: Ahn Young-min, Shoko Fujibayashi – musica: Cho Young-soo)
6. TTL (Time To Love) (Japanese ver.) – 3:40 (testo: HI-D – musica: Kim Do-hoon)
7. Roly-Poly (Japanese ver.) – 3:36 (testo: Shinsadong Tiger, Choi Kyu-sung, Shoko Fujibayashi – musica: Shinsadong Tiger, Choi Kyu-sung)
8. LOVE ME! ~I Go Crazy Because of You~ (LOVE ME! ～あなたのせいで狂いそう～) (Japanese ver.) – 3:17 (testo: Ichino Onomiya, Zoop (rap) – musica: Cho Young-soo, Kim Tae-hyun)
9. Lies (コジンマル～嘘～) (Japanese ver.) – 3:49 (testo: Ahn Young-min, Kei – musica: Cho Young-soo)
10. Breaking Heart ~I'm Very Hurt~ (Breaking Heart ～私がとても痛くて～) (Japanese ver.) – 3:18 (testo: Fujino Takafumi – musica: Shinsadong Tiger, Choi Kyu-sung)
11. Cry Cry (Japanese ver.) – 3:20 (testo: Ichino Onomiya – musica: Cho Young-soo, Kim Tae-hyun)
12. Lovey-Dovey (Japanese ver.) – 3:36 (testo: Shinsadong Tiger, Choi Kyu-sung, Shoko Fujibayashi – musica: Shinsadong Tiger, Choi Kyu-sung)
13. T-ARATiC MAGiC MUSiC – 3:28 (testo: Shoko Fujibayashi – musica: Kang Jiwon, Kim Kibum)

Diamond Edition (Live DVD: T-ara X'mas Premium Live in Osaka 2011 Special Edition):
1. Yayaya (Japanese ver.)
2. Lies (コジンマル～嘘～) (Japanese ver.)
3. Why Are You Being Like This (ウェイロニ - どうしてそうなの) (Japanese ver.)
4. Bo Peep Bo Peep (Japanese ver.)
5. LOVE ME! ~I Go Crazy Because of You~ (LOVE ME! ～あなたのせいで狂いそう～) (Japanese ver.)
6. Breaking Heart ~I'm Very Hurt~ (Breaking Heart ～私がとても痛くて～) (Japanese ver.)
7. Cry Cry (Japanese ver.)
8. Jiyeon solo dance act
9. TTL (Time To Love) (Japanese ver.)
10. Roly-Poly (Japanese ver.)
11. Bo Peep Bo Peep (Japanese ver.) (Encore)
12. Yayaya (Japanese ver.)
13. Roly-Poly (Japanese ver.)
14. Bo Peep Bo Peep (Japanese ver.) (video musicale)
15. Yayaya (Japanese ver.) (video musicale)
16. Roly-Poly (Japanese ver.) (video musicale)
17. Lovey-Dovey (Japanese ver.) (video musicale)

Sapphire Edition: contiene il DVD The First Story of T-ara.

## Formazione
- Boram – voce, rapper
- Qri – voce
- Soyeon – voce
- Eunjung – voce, rapper
- Hyomin – voce, rapper
- Jiyeon – voce
- Hwayoung – rapper